# Cnemaspis spinicollis
Cnemaspis spinicollis är en ödleart som beskrevs av  Müller 1907. Cnemaspis spinicollis ingår i släktet Cnemaspis och familjen geckoödlor. Inga underarter finns listade i Catalogue of Life.